# Афро Кенди
Джудит Чичи Опара Мазагую (на английски: Judith Chichi Opara Mazagwu), по известна с псевдонима Афро Кенди (също така Афрокенди) е филмова актриса, режисьор, продуцент, певица и автор на песни, модел и порнографска актриса. Тя е основател и главен изпълнителен директор на „Invisible Twins Productions LLC“.

## Биография
Джудит Чичи Опара е родена на 12 юли 1971 година в район Икедуру, щат Имо, Нигерия. Тя е дъщеря на Нзе Огадима Опара и Агата Опара.

## Филмография
- Dwelling in Darkness and Sorrow
- Dangerous Sisters (2004)
- The Real Player
- End Of The Game (2004)
- Between Love
- Heaven Must Shake
- My Experience
- Ghetto Crime
- Beyond Green Pastures
- Destructive Instinct
- Queen of Zamunda